# Pituophis
Pituophis Holbrook, 1842 è un genere di serpenti della famiglia dei Colubridi.

## Tassonomia
Il genere comprende le seguenti specie:
- Pituophis catenifer Blainville, 1835
- Pituophis deppei (Duméril, 1853)
- Pituophis lineaticollis (Cope, 1861)
- Pituophis melanoleucus (Daudin, 1803)
- Pituophis ruthveni Stull, 1929
- Pituophis vertebralis (Blainville, 1835)
- Pituophis insulanus (KLAUBER, 1946)